# Редукована дужина физичког клатна
Ради свођења опште формуле за период осциловања код физичког клатна на формулу за одређивање истог код математичког клатна уводи се величина коју називамо редукована дужина физичког клатна.
Дефинише се као дужина нити коју има оно математичко клатно које има исти период осциловања као и дато физичко клатно.
У виду формуле се то пише у облику l'=I/ml,
где је l' поменута величина, m- маса, l- растојање центра масе од осе осциловања, I-момент инерције датог тела.